# Polestar
La Polestar è una casa automobilistica svedese controllata da Volvo Cars. È specializzata nella produzione di automobili ad alte prestazioni, automobili elettriche e componenti tecnici e estetici per i modelli Volvo esistenti. 
Nata nel 1996 come scuderia automobilistica privata, negli anni ha gradualmente accresciuto la sua relazione con Volvo, diventandone una divisione nel 2015 e iniziando a produrre modelli con il proprio marchio nel 2017.
Nel settembre 2021 Polestar ha annunciato l'intenzione di quotarsi in borsa attraverso un accordo con Gores Guggenheim Inc., una società statunitense di acquisizione per scopi speciali. Le azioni Polestar hanno iniziato a essere scambiate alla borsa del Nasdaq con il simbolo PSNY il 24 giugno 2022.
Nei primi mesi del 2024, Volvo ha annunciato che la sua partecipazione in Polestar è scesa al 18% a causa degli elevati costi di gestione e produzione dei veicoli elettrici, passando di fatto il controllo alla proprietaria di entrambi i marchi, Geely.

## Storia
Nel 1996 il pilota automobilistico Jan Nilsson fondò la propria scuderia personale, la Flash Engineering, stringendo contestualmente un accordo con la Volvo per rappresentarla come team ufficiale nel campionato svedese turismo. La prima auto utilizzata dalla scuderia fu una Volvo 850, preparata dalla Tom Walkinshaw Racing. Nel 1998 esordì una nuova Volvo S40, anch'essa preparata dalla Tom Walkinshaw Racing. Nel 2003 la S40 fu sostituita da una nuova Volvo S60 con specifiche Super 2000, preparata dalla Prodrive.
Nel 2004 la scuderia fu acquistata da Christian Dahl e rinominata l'anno successivo in Polestar Racing. La crescente relazione con la Volvo permise la costruzione di un centro tecnico, che nel 2009 ha realizzato la sua prima vettura da corsa: una Volvo C30 con specifiche Super 2000. Nello stesso anno l'azienda iniziò a produrre componenti per le Volvo stradali, scindendosi in Polestar Performance, la divisione sportiva, e Polestar Racing, la scuderia automobilistica. Nel 2010 fu presentata la Volvo C30 Polestar Concept, la prima vettura stradale costruita dalla Polestar, a cui fece seguito nel 2012 la Volvo S60 Polestar Concept. Nel 2013 uscirono la Volvo S60 Polestar e la Volvo V60 Polestar, le prime due vetture di serie prodotte dalla Polestar.
Nel 2015 la Polestar Performance fu acquistata ufficialmente dalla Volvo, mentre la Polestar Racing rimase di proprietà di Christian Dahl, rinominata Cyan Racing. Nel 2017 la Volvo annunciò l'intenzione di produrre una gamma di auto elettriche ad alte prestazioni a marchio Polestar. Contemporaneamente il logo Polestar è stato leggermente modificato. Nell'ottobre dello stesso anno fu presentata ufficialmente la Polestar 1, la prima auto a marchio Polestar.
Nel 2019 al Salone di Ginevra viene presentata la Polestar 2, seconda vettura del marchio totalmente elettrica con carrozzeria berlina tre volumi basata sulla piattaforma modulare Volvo CMA destinata a essere prodotta dal 2021 nel nuovo stabilimento Polestar in Cina.

## Prodotti

### Automobili di serie

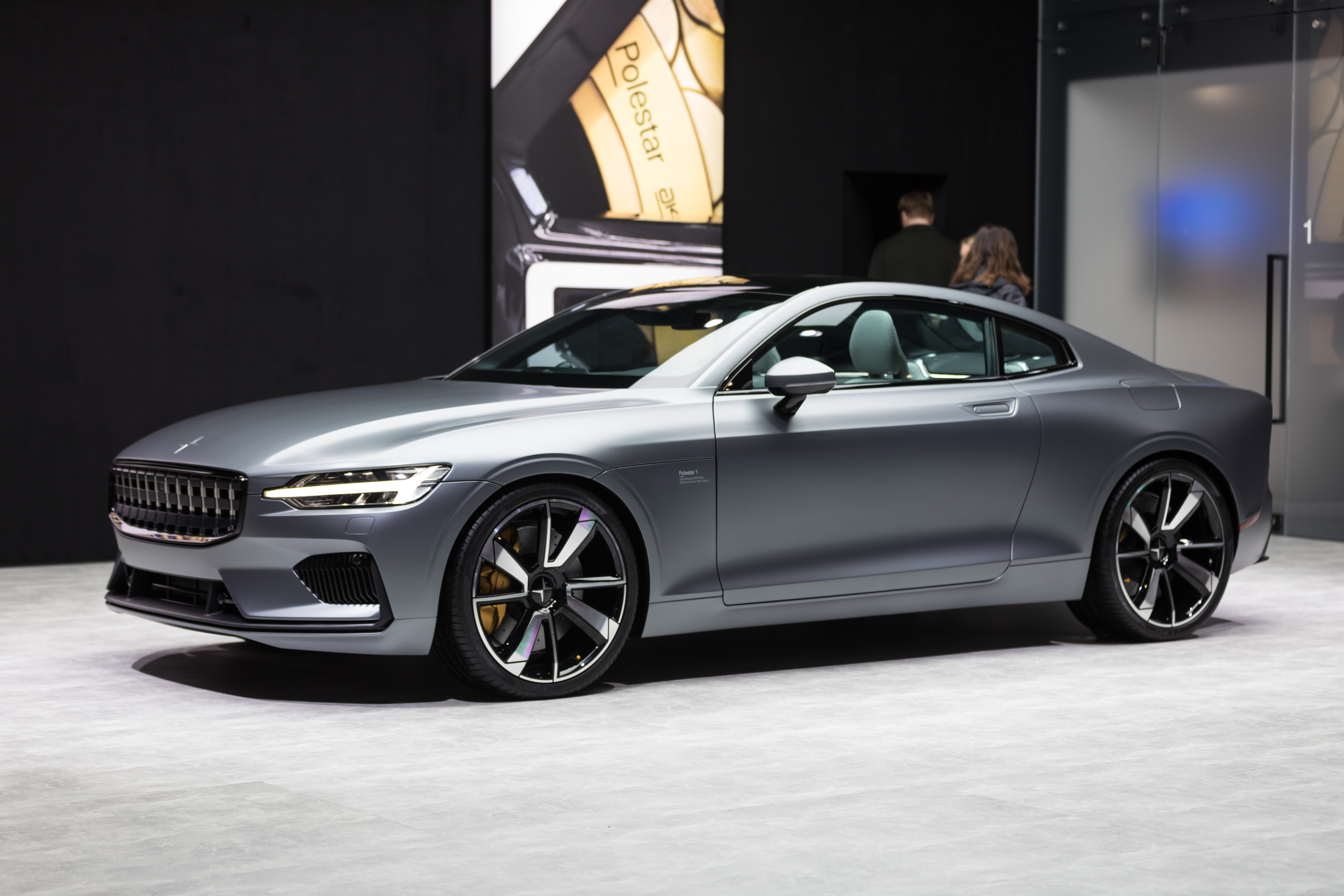
Polestar 1

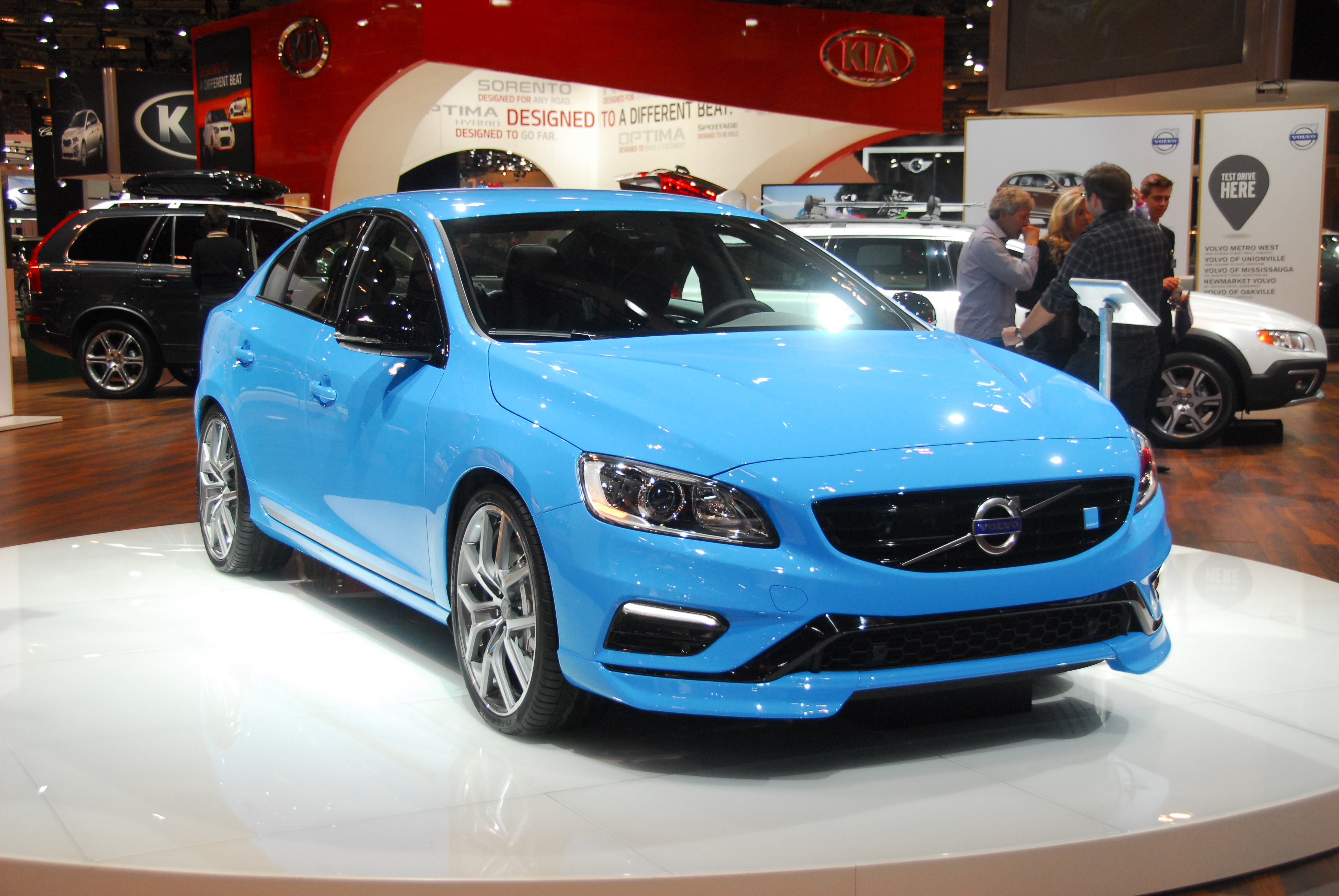
Volvo S60 Polestar

La Polestar produceva inizialmente vetture ad alte prestazioni basate su modelli Volvo esistenti. Venivano modificati il telaio, le sospensioni, il motore, lo sterzo, le ruote e i freni, gli interni e gli esterni rivisti in chiave sportiva. La Polestar sviluppa inoltre autonomamente motori e trasmissioni.
Il 17 ottobre 2017 è stata presentata la Polestar 1, una coupé di lusso 2+2 ispirata alla Volvo Coupé Concept del 2013 e costruita sul pianale SPA. La vettura è dotata di un motore ibrido plug-in, con una potenza combinata di 450 kW (600 CV) e 1000 Nm di coppia, sovralimentata da due motori posteriori da 80 kW (110 CV). È inoltre equipaggiata con una batteria da 34 kWh (46 CVh), che ha un'autonomia di 150 km in modalità elettrica. Verrà costruita in un impianto di ultima generazione a Chengdu, in Cina, a partire dal 2019 al ritmo di 500 unità annue e rese disponibili in abbonamento piuttosto che in vendita. Nel 2020 esordisce la Polestar 2, una vettura elettrica di medie dimensioni, a cui segue il SUV elettrico Polestar 3. Il 18 aprile 2023 è stata annunciata la Polestar 4, il secondo SUV dell'azienda, contraddistinta dalla presenza di uno schermo ad alta definizione, collegato alla telecamera posteriore, al posto del lunotto posteriore. Nel 2024 arriverà invece Polestar 5, precedentemente conosciuta come Polestar Precept, una berlina gran turismo 4 porte ad alte prestazioni elettriche dallo stile Shooting Brake, per via del cofano lungo e della coda corta.

### Prototipi
Accanto alla produzione di vetture stradali, la Polestar è molto attiva nella progettazione di prototipi. Il primo è stato la Volvo C30 Polestar Performance Concept, dotata di un motore da 450 CV e 510 Nm. A questa ha fatto seguito la Volvo S60 Polestar Concept, dotata di un motore T6 modificato da 508 CV. L'auto accelera da 0 a 100 km/h in 3,9 secondi e raggiunge i 300 km/h di velocità massima. Durante un test sul circuito di Laguna Seca l'auto ha stabilito il record per le vetture a quattro porte, girando sugli stessi tempi di una Audi R8.
| Anno | Modello                        | Tipo      | Motore                                      | Configurazione                                   |
| ---- | ------------------------------ | --------- | ------------------------------------------- | ------------------------------------------------ |
| 2009 | Volvo C30 Polestar Concept     | Prototipo | 5 cilindri, 2500 cc, turbocompresso, 451 CV | Trazione integrale, cambio manuale a 6 marce     |
| 2012 | Volvo S60 Polestar Concept     | Prototipo | 6 cilindri, 3000 cc, turbocompresso, 508 CV | Trazione integrale, cambio manuale a 6 marce     |
| 2013 | Volvo S60 Polestar             | Di serie  | 6 cilindri, 3000 cc, turbocompresso, 350 CV | Trazione integrale, cambio automatico a 6 marce  |
| 2013 | Volvo V60 Polestar             | Di serie  | 6 cilindri, 3000 cc, turbocompresso, 350 CV | Trazione integrale, cambio automatico a 6 marce  |
| 2016 | Volvo S60 Polestar Drive-E     | Di serie  | 4 cilindri, 1969 cc, turbocompresso, 367 CV | Trazione integrale, cambio automatico a 8 marce  |
| 2016 | Volvo V60 Polestar Drive-E     | Di serie  | 4 cilindri, 1969 cc, turbocompresso, 367 CV | Trazione integrale, cambio automatico a 8 marce  |
| 2017 | Polestar 1                     | Di serie  | 4 cilindri, 1969 cc, ibrido plug-in, 600 CV | Trazione integrale, cambio automatico a 8 marce  |
| 2018 | Volvo S60 Polestar Engineered  | Di serie  | 4 cilindri, 1969 cc, ibrido plug-in, 415 CV | Trazione integrale, cambio automatico a 8 marce  |
| 2019 | Polestar 2                     | Di serie  | Doppio motore elettrico, 408 CV             | Trazione integrale, cambio automatico monomarcia |
| 2018 | Volvo XC60 Polestar Engineered | Di serie  | 4 cilindri, 1969 cc, ibrido plug-in, 415 CV | Trazione integrale, cambio automatico a 8 marce  |
| 2020 | Volvo V60 Polestar Engineered  | Di serie  | 4 cilindri, 1969 cc, ibrido plug-in, 415 CV | Trazione integrale, cambio automatico a 8 marce  |

### Componenti sportive
La Polestar produce diverse componenti sportive, sia stilistiche sia prestazionali, per vetture Volvo. Tra gli altri Polestar produce alettoni, diffusori, kit di abbassamento, scarichi, ruote e finiture interne. L'azienda offre inoltre elaborazioni alle vetture Volvo, in modo da offrire prestazioni superiori. In particolare queste elaborazioni non pregiudicano la garanzia della casa madre e consentono al veicolo di mantenere gli stessi consumi e le stesse emissioni. Vengono invece aumentate la potenza e la coppia, con variazioni diverse a seconda del motore e del modello. La risposta dell'acceleratore viene migliorata e il funzionamento della trasmissione è più efficace.